# 機動戰士GUNDAM 0080：口袋裡的戰爭
《機動戰士GUNDAM0080 口袋裡的戰爭》（日語：機動戦士ガンダム0080 ポケットの中の戦争）是一部1989年发行的6集日本科幻OVA。本作是GUNDAM系列作品當中的第一部以OVA形式發行的作品，由高山文彦导演、山贺博之编剧、美树本晴彦负责人物设定。
正如其副标题《口袋里的战争》所暗示的一样，本剧是一个小范围的外传故事；侧重于一名十一岁男孩在一年战争中的成长经历，以及他对战争真正意义的理解。作为当时高达系列作品的一个重大转变，《机动战士高达0080》（以下简称《0080》）受到了评论者们的广泛好评。

## 概述
《0080》作为GUNDAM系列首次开播十周年纪念作，是系列中首部OVA作品，在商业上大获成功。本剧作为一年战争的外传故事，将舞台放置在了在地球联邦和吉恩公国之间保持中立的Side 6的殖民卫星“里伯”里。重点描述了少年阿爾与吉翁军特种部队士官巴尼的相遇和友情。从平民少年的视角来突出反战主题。

## 故事情节

### 背景
《0080》是一部高达系列的外传作品。高达系列被设置在一个称为“宇宙世纪”的虚构未来纪年中。这个世界中的两大势力地球联邦和吉恩公国之间有一场被称作“一年战争”的战争，而本作所指的“口袋中的战争”就发生在这场战争的末期。

### 情节
| 話数 | 日文标题                                                 | 故事              | 演出     | 作画監督                   | 发售日        | 机械作画監督 |
| --- | -------------------------------------------------------- | ----------------- | -------- | -------------------------- | ------------- | ------------ |
| 1 | How Many Miles to the Battlefield?（离战场还有几哩？）   | 高山文彦          | 高松信司 | 斉藤格                     | 1989年3月25日 | 岩瀧智       |
| U.C.0079年，一年戰爭末期，吉恩軍突击机动军下属特殊部隊「獨眼巨人」在查知地球联邦军正著手開發NT专用的新型GUNDAM后，為了奪取該機體而襲擊北極的聯邦軍基地。但这次任务在牺牲了一名队员安迪后最终失敗，目標被成功送上宇宙。而另一边在Side6的太空殖民地“里伯”里，狂熱愛好機動戰士的小學生阿爾与同学打赌能在港区拍到机动战士，但最终在那里一无所获。在回家的路上他遇到了隔壁大姐姐克莉丝，却不知克莉丝的联邦军军人身份。在一次吉恩公国与联邦军的机动战士于殖民卫星内部发生冲突后，阿爾追逐着吉恩公国军的机动战士到郊外的森林中，并最终与其驾驶员巴尼相遇了。 |                                                          |                   |          |                            |               |              |
| 2 | Reflections in a Brown Eye（映照在茶色眼眸的事物）       | 甚目喜一          | 横山广行 | 窪岡俊之                   | 1989年4月25日 | 岩瀧智       |
| 在吉恩公国于月面的基地内，經由巴尼从阿尔处得手的录像，吉翁軍指挥官基林得知新型GUNDAM已被運往中立的Side6的。他再度派遣獨眼巨人隊潛入“里伯”，企图摧毁联邦军新机体。巴尼也被编入队中。通过一次名为“卢比孔河作战”的佯攻行动，独眼巨人队四人成功潜入殖民卫星“里伯”。而在“里伯”，阿爾在夜晚潜入之前巴尼遗弃于郊外的机动战士内，在次日早上醒来后于公路边意外与已经潜入殖民卫星，正在开车运送物资的巴尼再次相遇。 |                                                          |                   |          |                            |               |              |
| 3 | And at the End of the Rainbow?（彩虹的尽头有什麽？）     | 高山文彦 高松信司 | 高松信司 | 川元利浩 富泽和雄          | 1989年5月25日 | 岩瀧智       |
| 4 | Over the River and Through the Woods（越过河流穿过森林） | 高山文彦          | 横山广行 | 窪岡俊之                   | 1989年6月25日 | 岩瀧智       |
| 5 | Say it Ain't So, Bernie!（告诉我你在说谎，巴尼）         | 甚目喜一          | 高松信司 | 川元利浩 小林利充 富泽和雄 | 1989年7月25日 | 岩瀧智       |
| 6 | War in the Pocket（口袋里的战争）                        | 高山文彦          | 高山文彦 | 川元利浩                   | 1989年8月25日 | 岩瀧智       |

## 制作
| 監督         | 高山文彦           |
| 構成         | 結城恭介           |
| 脚本         | 山賀博之           |
| 總合設定     | 出渕裕             |
| 人物設定     | 美樹本晴彦         |
| MS原案       | 大河原邦男         |
| 机械设定协助 | 明貴美加、石津泰志 |
| 音樂         | 橿渕哲郎           |
| 原作         | 矢立肇/富野由悠季  |
| 製作人       | 内田健二、高梨实   |

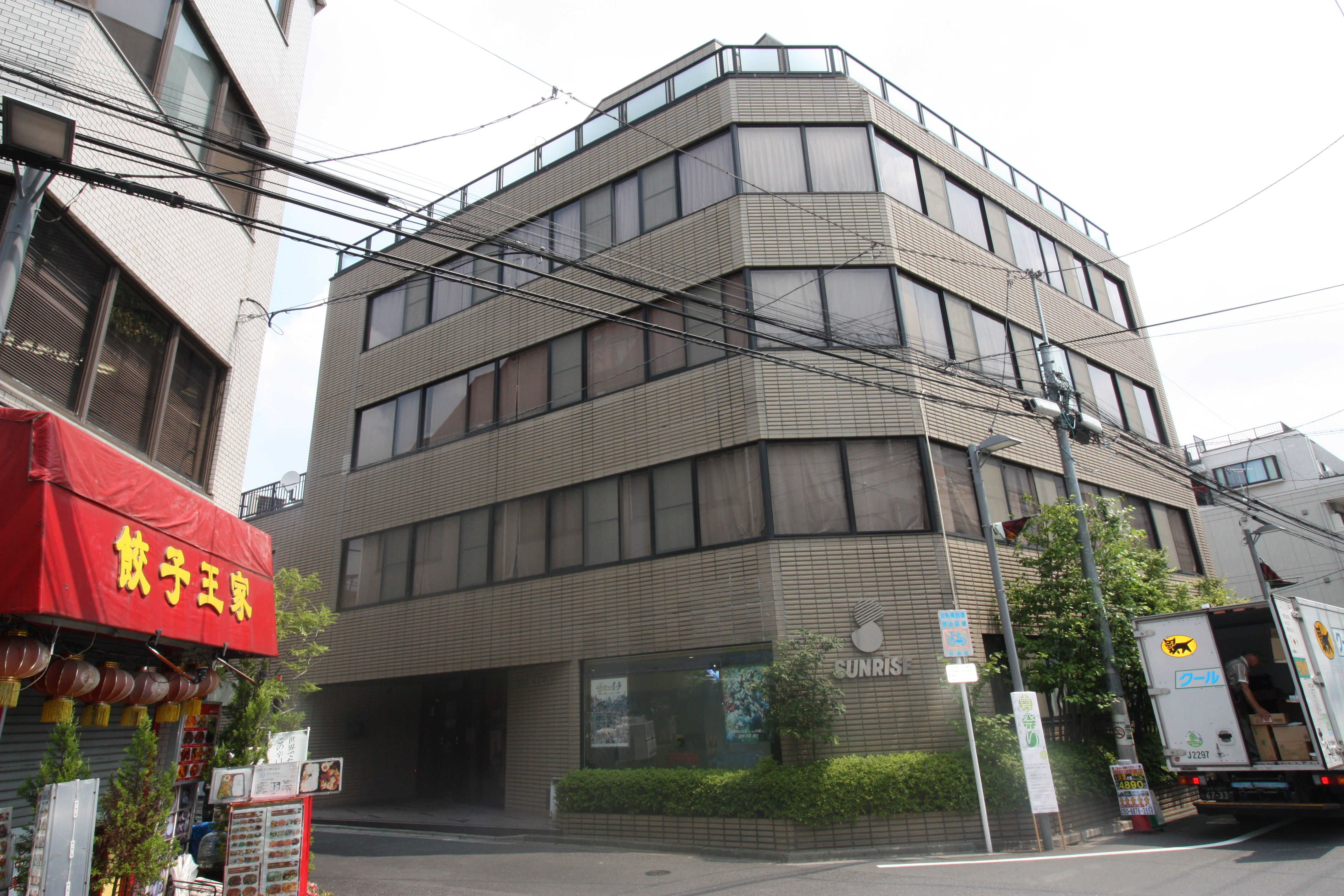
东京杉并区的日昇工作室

《0080》由动画工作室日昇和玩具制造商万代联合制作，内田健二是代表前者，而高梨实则是后者的制作人。本剧是为了纪念由富野由悠季于1979年创作的《高达》系列诞生10周年而开启的制作。
由于此前接连三部高达系列作品《Z高达》、《高达ZZ》和《逆袭的夏亚》的制作，主创团队已经十分疲惫。尤其是作为系列首部全新制作的非总集篇电影的《逆袭的夏亚》在巨大的商业投入下并未使得投资人取得预期的回报。外加1985年左右日本逐渐步入泡沫经济时代的边缘，机器人动画的制作方纷纷退出市场，间接导致仅能与主投资商BANDAI紧密合作的日升工作室被前者收购。而这之后的日升也并无资源新制作TV版或者电影版动画。取而代之的是以制作小成本的OVA来作为过渡之举。为此只能以曾制作《超時空世紀02》和《机动警察：13號廢棄物》的高山文彦为本剧导演，这标志着高达系列首次由富野由悠季以外的人来担任导演。剧本由曾制作《王立宇宙军》的GAINAX工作室核心成员山贺博之编写，由结城恭介负责故事构成，而角色设定则由美树本晴彦担纲。虽然背景依然是此前的一年战争，但却不涉及主战场，而是通过描写战争导致的悲剧，从侧面来刻画战争的残酷。

### 人物塑造
本剧作为首部没有富野由悠季参与的高达系列作品，将舞台放在了一个远离战争中心的地方。着力刻画一群战争中的普通人，以现实主义手法表现战争的现实和残酷。

#### 主要登場人物
| 角色                                          | 配音     | 人物特质                                                                              |
| --------------------------------------------- | -------- | ------------------------------------------------------------------------------------- |
| 阿爾弗烈德·伊茲魯哈（，Alfred Izuruha）       | 浪川大輔 | 本片主人公，昵称为阿尔（アル），11岁，小学五年级学生，克莉絲的邻居及好友。            |
| 克莉絲汀娜·麥肯錫（，Christina Mackenzie）    | 林原惠   | 暱稱克莉絲（クリス），21歲，地球連邦宇宙軍中尉、新類型人專用MS開發G-4部隊測試駕駛員。 |
| 巴纳德·魏茨曼（，Bernard "Bernie" Wiseman）   | 辻谷耕史 | 暱稱巴尼（バーニィ），19歲，自護軍突擊機動軍伍長、特殊部隊「獨眼巨人隊」隊員。        |
| 哈迪·史丹納（，Hardie Steiner）               | 秋元羊介 | 44歲，軍階為大尉，特殊部隊「獨眼巨人隊」隊長。                                        |
| 加布利耶·加西亞（，Gabriel Ramirez Garcia）   | 島田敏   |                                                                                       |
| 米海爾·卡明斯基（，Mikhail "Misha" Kaminsky） | 島香裕   | 暱稱米夏（ミーシャ）                                                                  |
| 基里格（，Killing）                           | 戶谷公次 |                                                                                       |
| 凡・赫辛（，von Helsing）                     | 平野正人 |                                                                                       |
| 路肯斯（，Lugenth）                           | 古田信幸 |                                                                                       |
| 安迪·史多洛斯（，Andy Strauss）               | 星野充昭 |                                                                                       |
| 史都華（，Stuart）                            | 後藤健   | 地球联邦                                                                              |
| 迪克·盧蒙巴（，Dick Lumnba）                  | 增岡弘   |                                                                                       |

### 机械设定

#### 登场机械
HiGooK
水陆两用机动战士，有着比腿还长且十分灵活的手臂，在第一集中登场。

## 发行和放映

### 日本
《0080》最早于1989年3月25日至8月25日在日本以VHS和激光唱片格式分成六集OVA发售。万代影视曾前后三次重新发售《0080》，第一次是1999年12月18日以两张三集合集版DVD发售，DVD第1盘收录第1～3集，第2盘收录第4～6集，之后于2011年4月22日以特价DVD系列“G-Selection”的一部分发售了盒装版DVD，最后于2017年8月29日发售了盒装版蓝光光碟。
TOKYO MX自2006年10月至同年11月。BS11デジタル分别在2007年12月和2019年1月（ANIME+枠）重播本剧。関西テレビ则是在2017年10月至同年11月播映本剧。

### 香港
1990年8月，安樂影片於香港會議展覽中心舉辦的「'90日本動畫夏之映祭」曾播放本作粵語版。
1992年星光娛樂曾發行粵語版LD。
1993年無綫電視於暑期兒童節目時段播放高達系列（粵語版），在連續三個週一播放《機動戰士高達》劇場版三部後，緊接於7月26日及8月2日兩個週一的上午10:05-11:50時段播放本作，應為每次播放3話。

### 美國
在北美家庭影院市场最早发售的《0080》由万代娱乐引进，Animaze工作室负责配音。1998年万代首次在北美地区公开，并最终于1999年3月9日与《機動戰士GUNDAM 0083：Stardust Memory》一起在VHS套装中发售。从1999年9月14日到1999年11月23日，万代又发售了单独作品的三卷版VHS套装，每卷收录两集；12月7日又发售了一套6集版盒装。2000年12月，万代公布消息将在下一年发售DVD版本的《0080》，但是2001年又将原本的10月发售 推迟2002年1月发售，之后更是改为2月。最终《0080》的两卷DVD分别于2002年2月19日和4月23日发行。在此之后是两套“完整收藏”版的发售：收藏家版本套装于2005年7月12日发售，随后于2009年3月23日又以“动画传奇”之名发售了精装版DVD套装。
最初，万代计划2002年在美国卡通频道上播出《0080》，但日昇却选择将播出时间定在2001年9月。最终，本片于2001年11月5日开始在卡通频道的Toonami午夜档播出。从2003年3月1日开始在“星期六视频娱乐系统”区块播出。在万代娱乐于2012年停止运营后，该公司也停止了所有的家庭视频放映活动。2016年7月，Right Stuf宣布将于2016年底与日昇合作发行DVD动画。一个月后又公布消息将时间推迟到2017年初。最终两家合作于2017年1月3日开始重新发售《0080》的动画。

## 相关作品

### 印刷制品
目前已经制作发行了大量关于《0080》的书籍。由望月勇太郎编写并由Studio Hard负责插图制作的游戏手册《机动战士高达0080 消失的高达NT》（日語：機動戦士ガンダム0080 消えたガンダムNT）已由万代于1989年3月20日发行。基于动画改编的小说《克莉丝所梦见的》由山贺博之撰写并由美树本晴彦和窪岡俊之进行插图设计。作为特别制作刊登在德间书店的《Animage》杂志1989年4月刊上。1989年4月至1989年8月，池原成利在讲谈社旗下漫画杂志《Comic BomBom》连载了同名漫画。之后，讲谈社将他们集结成单行本于1989年7月17日首次发行，并于2003年8月18日以“白金漫画”之名再度发行，于2006年以KC Delux系列再版。1989年7月开始，万代旗下杂志《B-CLUB》出版了两卷“视觉漫画”改编版《VISUAL COMIC 机动战士高达0080》（日語：VISUAL COMIC 機動戦士ガンダム0080）。日本文部科学省文化厅的媒体艺术数据库和Amazon.co.jp都确认了这个发布日期，但它们提供的第二卷发售日期却各不相同：前者登记的信息为1989年10月，而后者展示的发售时间则是1989年9月。由《0080》的动画故事构成結城恭介撰写的同名小说由角川书店于1989年10月出版，封面插图和插图由美树本晴彦负责。作为《MS Saga 机动战士高达漫画选集》（MS Saga – Mobile Suit Gundam in Comic）的一部分，MediaWorks于1994年2月1日出版了一部由水原贤治绘制的短篇漫画《口袋里的战争》（日語：ポケットの中の戦争）。旭屋出版于1998年6月到7月发行了两部名为《机动战士高达0080 OVA电影》（Mobile Suit Gundam 0080 the OVA Movies）的电影漫画。2022年2月26日，制作方又发售了一部名为《机动战士GUNDAM 口袋里的战争》（機動戦士ガンダム　ポケットの中の戦争）。2021年6月26日，玉越博幸的新漫画改编作品开始在角川书店的《高达ACE》杂志上连载。该系列由于玉越博幸接受化疗而于2022年9月暂停连载，但他曾计划在2023年恢复连载。然而由于癌症已经扩散，他不得不在2023年宣布本作停载。

### 音响制品
《0080》的音乐部分由橿渕哲郎创作。由椎名惠所演绎的两支歌曲被分别用作本剧的片头主题曲《有一天会到达天空》和片尾主题曲《遥远的记忆》。包含剧中的器乐和声乐的两张原声专辑于1999年3月5日由King Records以《Sound Sketch I》和《II》之名发行。前一张原声专辑包含17首曲子，第二张则收录了14支曲子。大部分声乐歌曲由椎名惠和林原惠美负责演绎。本剧中的歌曲也被收录进一些高达系列音乐汇编集中，包括《GUNDAM SINGLES HISTORY》和《GUNDAM 30th ANNIVERSARY GUNDAM SONGS 145》。

## 评价和影响

### 评价和排名
《0080》获得了评论家的广泛赞誉。动画新闻网的賈斯汀·賽瓦基斯（Justin Sevakis）称其为“有史以来最激动人心的战争故事之一”。同一网站的劳伦·奥西尼（Lauren Orsini）给了《0080》的字幕版评分为A，而给配音版则是B-的评分，称赞它的“信息强有力”，并说这个“短小而沉重的情感故事”是“和〈高达〉一样的具有人性光辉的”。RevolutionSF网站的凯文·佩扎诺（Kevin Pezzano）将《0080》评为9分（满分10分），并极力称赞本剧“严肃的故事情节”和“梦幻般的动画”。《The Cart Driver》称《0080》为“毫无疑问是我所观赏过的最棒的高达作品”、“可能除了《FLCL》，这部剧是我见过的最好的短篇OVA”。《The Fandom Post》的Chris Beveridge给了《0080》一个A-的评分，并说明道“这部剧的故事和动画经历了时间的考验”而其中的角色更是“令人触手可及”，从而得出结论为“强烈推荐”。《Otaku USA》的Evan Minto给予本剧“推荐”评级，同时称《0080》为“高达原本应有的样子”，并声称它是“在一个被撕成两半的世界中失去纯真的短暂而凄美的故事，并且有效地证明了在战争中，所有人都是受害者”。福布斯的奥利·巴尔德（Ollie Barder）称其为“令人心碎的杰作”和“对高达迷人世界的一个很好的介绍”。Nefarious评论给《0080》的评分为“高”并评论道这是“一个有着令人满意的结局的独立好故事”。Micah Wright在2002年将《0080》列为他最喜爱的动画系列之一。 负责整个剧本创作的山贺博之承认自己所执导的《王立宇宙军 奥尼亚米斯的翼》最终成为了《逆袭的夏亚》的模仿作品。意识到自己的创作风格不过是在模仿高达，于是他决定“那就来玩一把”，而接受了本作的工作。他坦言，自己以游戏的心态写下了本剧的剧本，因此认为自己是个废物，并指出本作是污蔑高达历史的糟糕作品。
《0080》于2011年重新发布的DVD盒装版，于2002年4月18日至24日获Oricon最佳动画片畅销DVD排行榜第三，总计售出3,739张。2017年重新发售的蓝光套装销量为6,352份，在Oricon的动画蓝光光碟销量排行榜中排名第三。在第一集发售后的1989年4月，《Newtype》杂志采访了首次没有参与高达系列作品制作的富野由悠季。他称赞了《0080》导演努力使这部作品变得更切合实际，并首次尝试将目光转向除了机动战士之间的战斗以外的事情。

### 影响
《机动战士高达0080》标志着与宇宙世纪高达宇宙中自从最初的《机动战士高达》一直延续到《逆袭的夏亚》持续存在的新人类背景主题有着显著的分野。这一主题的缺失提升了这部系列对于那些对高达和富野的作品没有特别喜好的观众的吸引力，并会在许多后续的高达故事中继续讲述这些冲突中的普通士兵和人民。2017年开始放映的网络小说动画《機動戰士GUNDAM Twilight AXIS》中出场的主角机动战士“崔斯坦”被设定为《0080》中出场的机体“阿历克斯”的修改版。

## 脚注

## 外部連結
- 官方网站 Archive.today的存檔，存档日期2019-09-15SUNRISE（日語）
- 公式HP （页面存档备份，存于）TOKYO MX（日語）

| 前任： 機動戰士GUNDAM 逆襲的夏亞 （1988年） | GUNDAM系列作品（依發行年份） 1989年 | 繼任： 機動戰士GUNDAM 0083：Stardust Memory （1991年） |
| 前任： 机动战士GUNDAM Thunderbolt           | 宇宙世纪 U.C. 0079                  | 繼任： 机动战士GUNDAM战记                              |